# Щетинино (Вытегорский район)
Щетинино — деревня в Вытегорском районе Вологодской области.
Входит в состав Анхимовского сельского поселения, с точки зрения административно-территориального деления — в Анхимовский сельсовет.
Расстояние по автодороге до районного центра Вытегры — 3 км, до центра муниципального образования посёлка Белоусово — 7 км.
По переписи 2002 года население — 16 человек.